# Tossal dels Pins
El Tossal dels Pins és una muntanya de 1.985 metres que es troba al municipi de Vilaller, a la comarca de l'Alta Ribagorça.